# Ford Ranger (T6)
Pour les articles homonymes, voir Ford Ranger.
Pour un aperçu de tous les modèles de Ford Ranger, voir Ford Ranger.
 (décembre 2022).
Le contenu est difficilement compréhensible vu les erreurs de traduction, qui sont peut-être dues à l'utilisation d'un logiciel de traduction automatique.
La génération actuelle du Ford Ranger (nom de code T6 ou PX) est une gamme de pick-ups de taille intermédiaires fabriqués et vendus par la Ford Motor Company. Conçu et fabriqué par Ford Australie, la génération actuelle a consolidé la production mondiale du Ranger sur une seule plate-forme, remplaçant le Ford Ranger de 1998-2012 (d'Amérique du Nord/du Sud) et le Ford Ranger dérivé du Mazda BT-50 vendu en Asie-Pacifique, en Europe et dans plusieurs régions d'Amérique latine. Dévoilé pour la première fois au Australian International Motor Show de Sydney en octobre 2010, le Ranger T6 est produit de l'été 2011 à 2022
Initialement exclu de la vente aux États-Unis et au Canada, Ford a commencé à vendre le Ranger T6 sur ces deux marchés en janvier 2019. Bien qu'il s'agisse d'un pick-up de taille moyenne, la gamme de modèles se situe à nouveau sous le Ford F-150 dans la gamme des pickups de Ford.
Le Ranger T6 est utilisé comme base pour la deuxième génération du Mazda BT-50. Le SUV Ford Everest de troisième génération et le véhicule tout-terrain Troller T4 (depuis 2014) sont également dérivés du Ranger T6.

## Aperçu
Après son prédécesseur du segment intermédiaire de 2006 à 2011, le Ford Ranger T6 est produit dans le monde dans trois styles de carrosserie. Le modèle deux portes (simple cabine) est standard, avec une capacité de chargement de 1,20 m3. Une capacité de chargement de 1,80 m3 est offerte avec le modèle à cabine allongée (SuperCab en Amérique du Nord) ou le modèle à double cabines (SuperCrew en Amérique du Nord). En plus du pick-up standard, le Ranger est également proposé en tant que châssis-cabine, remplaçant effectivement le Ford Falcon châssis-cabine.
Tous les Ranger quatre portes ont la même garde au sol, qu'il s'agisse de deux roues motrices ou de quatre roues motrices; les versions deux portes sont proposées avec l'option « Hi-Rider » en configuration deux roues motrices, leur conférant la même garde au sol que les versions 4x4. Les versions Hi-Rider (y compris le Wildtrak) ont un dégagement de passage à gué de 800 mm, tandis que les Ranger de hauteur standard ont un dégagement de 600 mm. Le Ranger T6 a une capacité de charge utile de 3 500 kg ; les versions avec le moteur diesel Duratorq de 2,2 litres ont une capacité de charge utile de 1 350 kg.
En 2015, le Ford Ranger T6 a subi une refonte de mi-cycle majeure (nommée PX MkII en Australie), le carénage avant adoptant des éléments du langage de style Kinetic Design de Ford. Au lieu de la calandre rectangulaire à trois barres, le Ranger a adopté une calandre légèrement ovale avec une seule barre centrale, permettant une différenciation supplémentaire entre le Ranger et le SUV Ford Everest mécaniquement similaire, l'intérieur a également été complètement remanié avec l'arrière du véhicule restant largement inchangé.
En 2019, le Ford Ranger T6 a subi une deuxième refonte mineure (nommée PX MkIII en Australie), avec une apparence en grande partie identique à celle du PX MkII avec quelques modifications esthétiques mineures à l'avant du véhicule. Certaines modifications mécaniques ont été apportées, telles qu'une nouvelle configuration de suspension avant et la possibilité de spécifier les finitions XLT et Wildtrak avec le moteur de 2,0 litres du Raptor. L'intérieur est en grande partie resté inchangé avec des améliorations pour les fonctions de sécurité et un nouveau système d'infodivertissement utilisant SYNC 3.
Le Ford Ranger est produit dans plusieurs usines dans le monde. D'abord produit par les usines d'AutoAlliance (devenant plus tard Ford Thailand Manufacturing) à Rayong, en Thaïlande, la production provient également de Ford Argentine depuis General Pacheco, en Argentine, mais aussi du Nigéria et d'Afrique du Sud. C'est de ce dernier pays que viennent les exemplaires vendus en Europe. La production nord-américaine provient de l'usine d'assemblage du Michigan à Wayne, Michigan.
Forme du pré-lifting

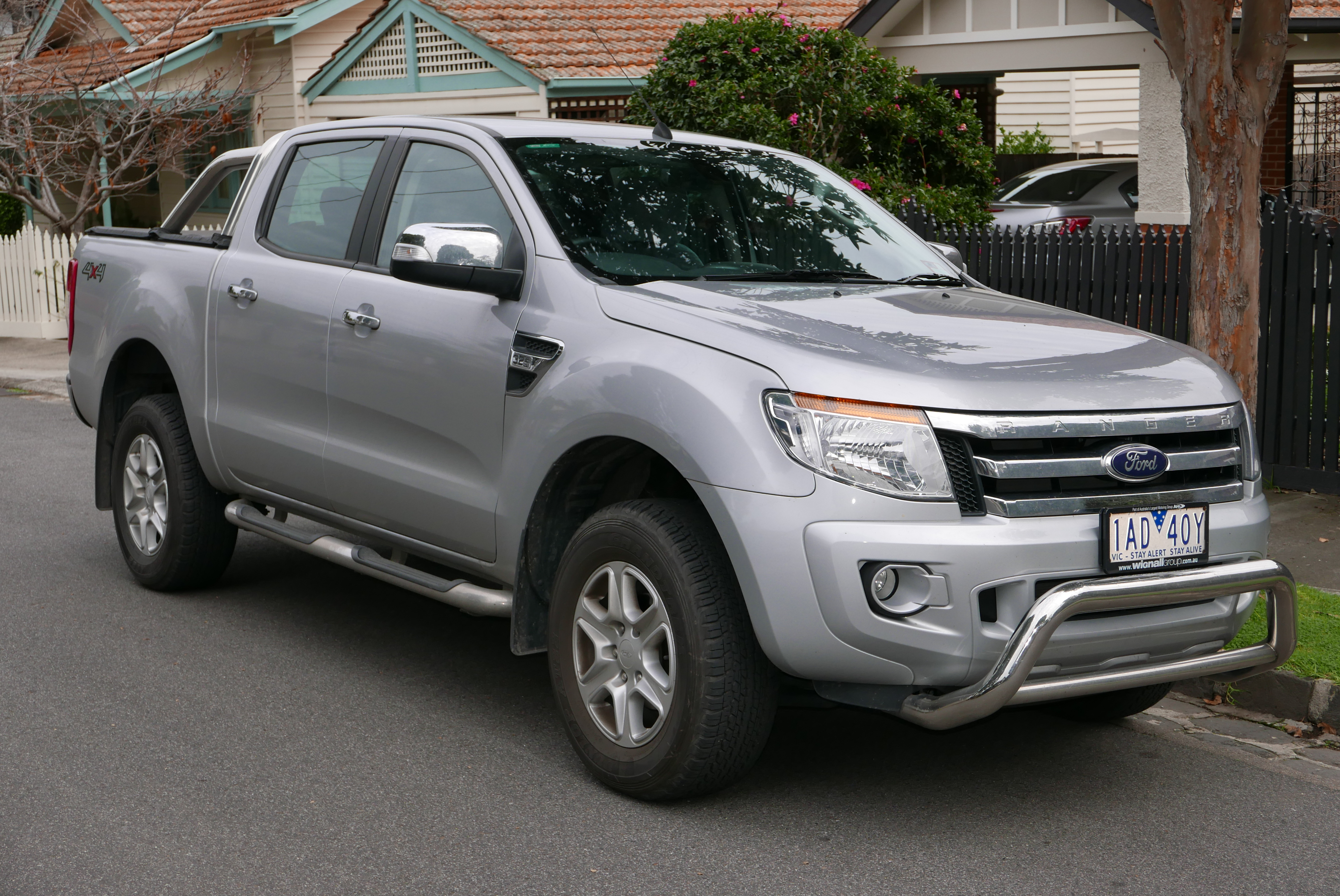
Avant (pré-facelift).
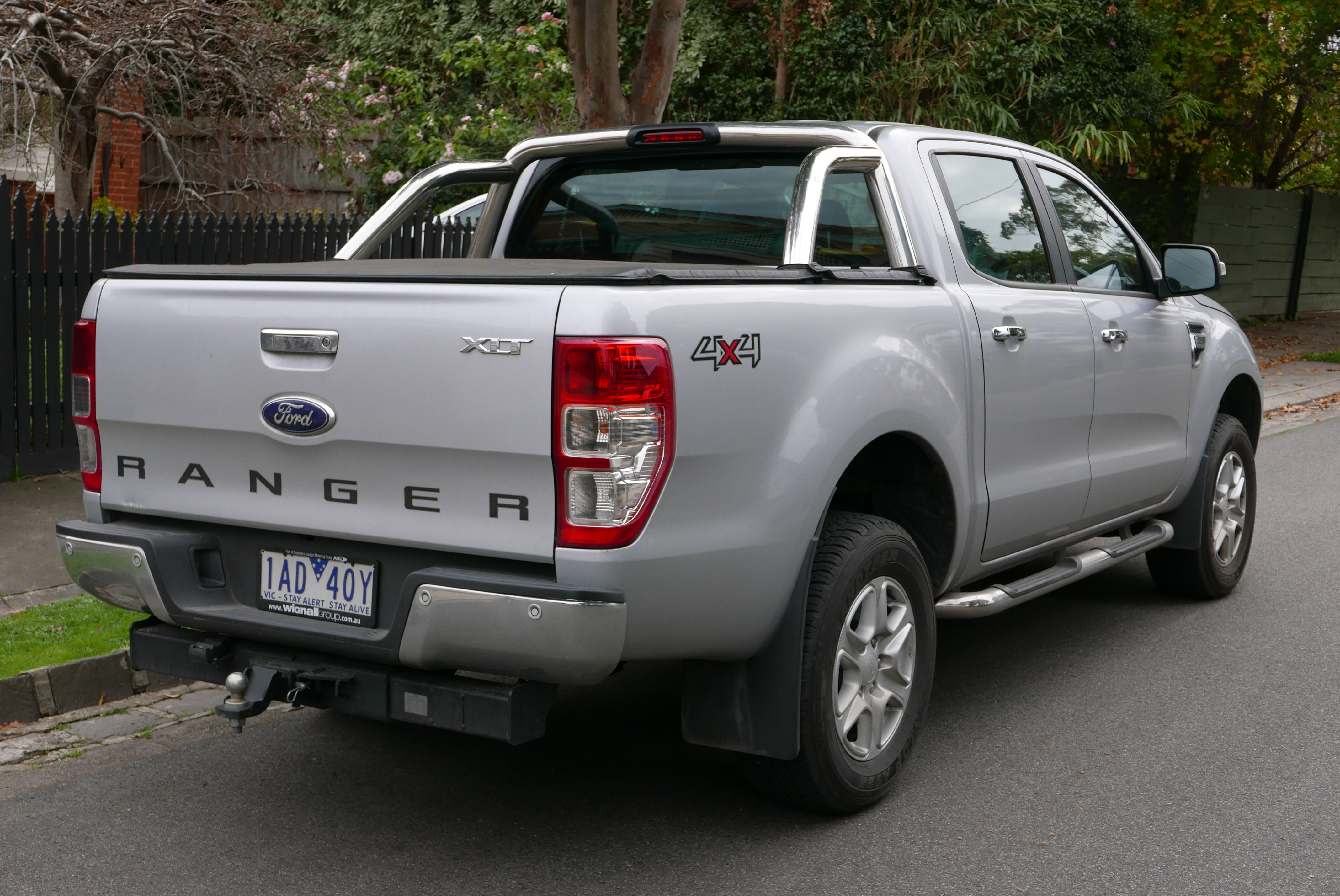
Arrière (pré-facelift).

Forme du premier lifting

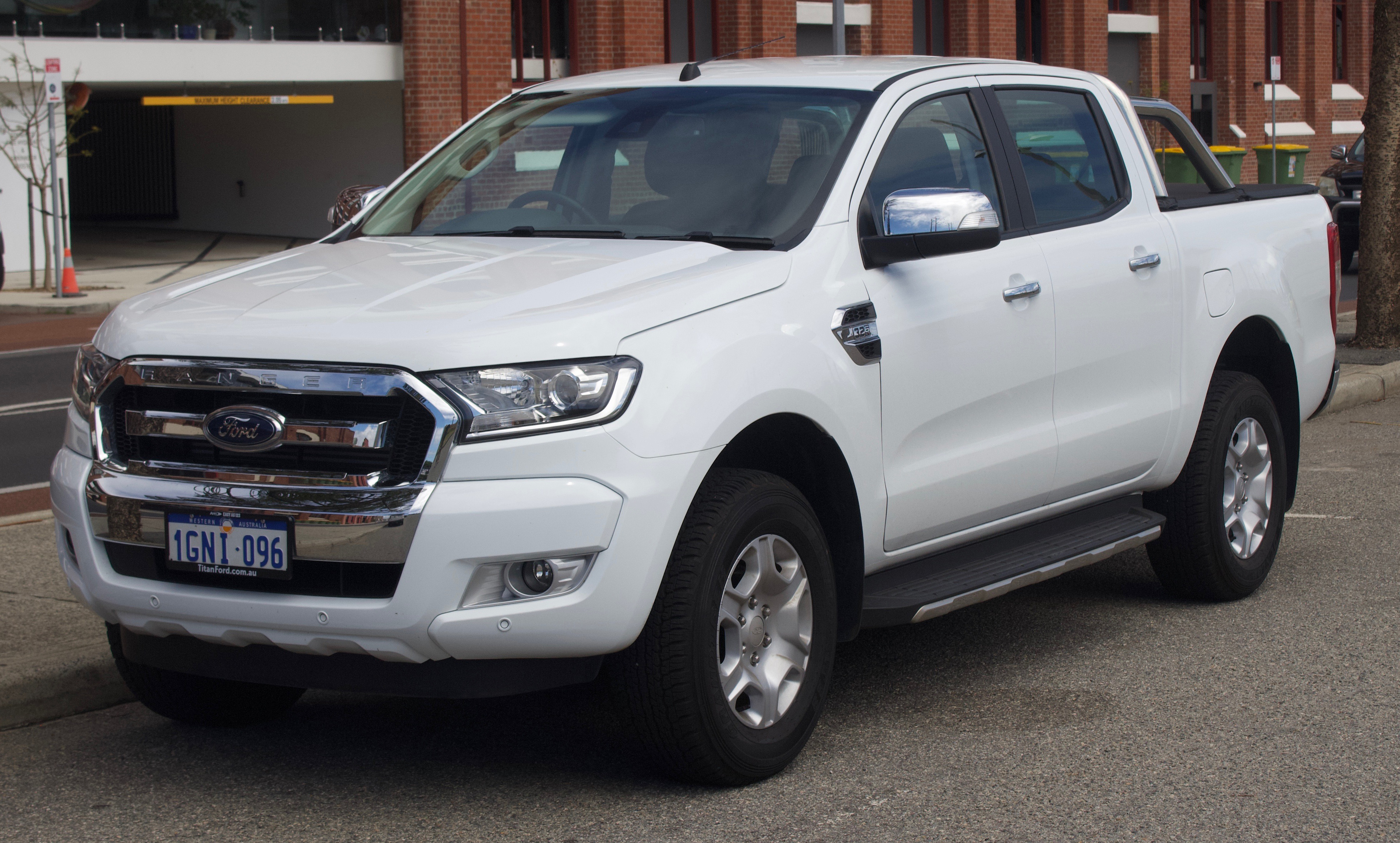
Avant (lifting).
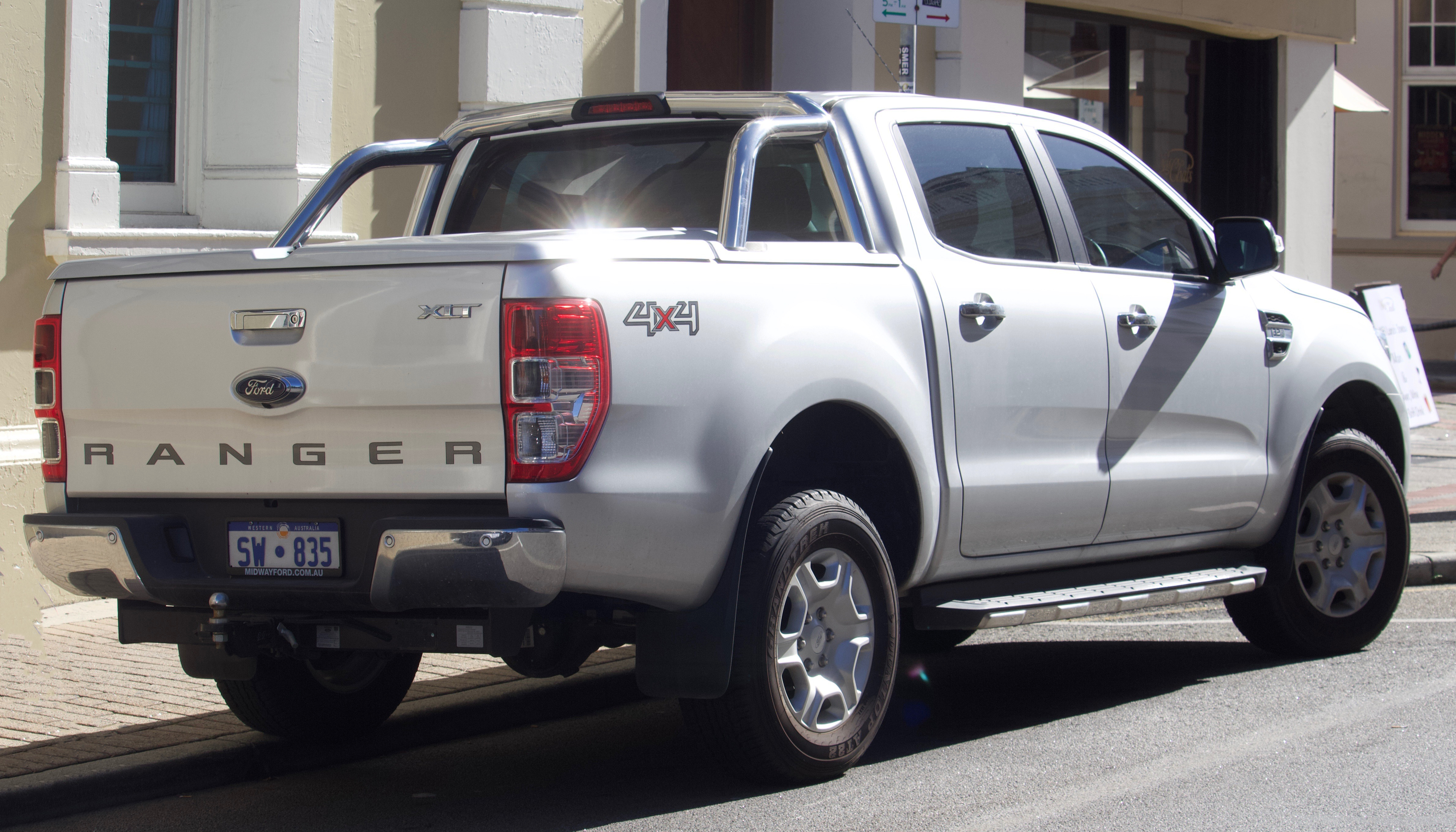
Arrière (lifting).

## Groupe motopropulseur
| Carburant | Moteur                                 | Production                      | Configuration | Sortie | Transmission                                                             |
| --------- | -------------------------------------- | ------------------------------- | --- | --- | ------------------------------------------------------------------------ |
| Essence   | EcoBoost de 2,3 L (moteur LF de Mazda) | 2019–2022                       | Quatre cylindres en ligne DOHC de 2,3 L avec 16 soupapes turbo, injection direct                                    | 274 ch (201 kW) et 420 N m                                                                                | Automatique 10R80 de Ford-GM à 10 vitesses                               |
| Essence   | Duratec 25 (moteur L5-VE de Mazda)     | 2011–2022                       | Quatre cylindres en ligne DOHC de 2,5 L avec 16 soupapes                                                            | 166 ch (122 kW) et 226 N m                                                                                | Manuelle M5OD de Ford à 5 vitesses                                       |
| Diesel    | Duratorq TDCi (moteur ZSD-422)         | 2011–2022                       | Quatre cylindres en ligne DOHC de 2,2 L avec 16 soupapes turbo, refroidisseur, injection direct                     | 120 ch (88 kW) et 285 N m 125 ch (92 kW) et 330 N m 152 ch (110 kW) et 375 N m 160 ch (118 kW) et 400 N m | Manuelle MT82 de Ford à 6 vitesses Automatique 6R80 de Ford à 6 vitesses |
| Diesel    | Duratorq TDCi (moteur P5AT)            | 2011–2022 2011–2019 (Thaïlande) | Cinq cylindres en ligne DOHC de 3,2 L avec 20 soupapes Turbo à injection directe à rampe commune, refroidisseur     | 200 ch (147 kW) et 470 N m                                                                                | Manuelle MT82 de Ford à 6 vitesses Automatique 6R80 de Ford à 6 vitesses |
| Diesel    | EcoBlue turbo de 2,0 L                 | 2019–2022                       | Quatre cylindres en ligne DOHC de 2,0 L avec 16 soupapes Turbo refroidisseur à injection directe à rampe commune    | 180 ch (132 kW) et 420 N m                                                                                | Automatique 10R80 de Ford-GM à 10 vitesses                               |
| Diesel    | EcoBlue bi-turbo de 2,0 L              | 2019–2022                       | Quatre cylindres en ligne DOHC de 2,0 L avec 16 soupapes Bi-turbo refroidisseur à injection directe à rampe commune | 213 ch (157 kW) et 500 N m                                                                                | Automatique 10R80 de Ford-GM à 10 vitesses                               |

## Niveaux de finition
Le Ranger T6 mondial suit la nomenclature traditionnelle des niveaux de finition des pickups Ford, offrant les niveaux de finition XL, XLS et XLT. Sur la base de ses versions à quatre roues motrices, Ford propose le Ranger Sport, le Ranger FX4, le Ranger Wildtrak et le Ranger Wildtrak X, avec des extérieurs spécifiques aux modèles. La version nord-américaine du Ranger T6 partage une nomenclature similaire, avec XL, XLT et Lariat; le FX4 est proposé en option pour les véhicules 4x4.

### Wildtrak
Sur certains marchés mondiaux, dont l'Australie, Ford a lancé le Ford Ranger Wildtrak en tant qu'édition spéciale du Ranger. Basé sur la cabine multiplace à quatre roues motrices, le Wildtrak était équipé d'un moteur Diesel Duratorq de 3,2 litres avec une transmission manuelle ou automatique. Pour distinguer visuellement le modèle, le Wildtrak était équipé d'une calandre spécifique au modèle (peinte en gris foncé), de roues de 18 pouces spécifiques au modèle et d'autres garnitures extérieures et intérieures. Commercialisé dans une couleur exclusive à la finition (Pride Orange), le Wildtrak était également offert dans plusieurs autres couleurs.

### Raptor
Dévoilé par Ford en Thaïlande en 2018, le Ford Ranger Raptor est un modèle de production de 2019. Semblable au plus grand F-150 Raptor, le Ranger Raptor est un pick-up de hautes performances optimisé pour la conduite hors-piste. Marquant les débuts du moteur Diesel EcoBlue bi-turbo 2,0 litres de 213 ch (157 kW) dans le Ranger et associé à une transmission automatique à 10 vitesses, le Raptor est équipé d'une transmission intégrale standard et d'un châssis et d'une suspension améliorés. Comme pour le F-150 Raptor, la calandre du Ranger Raptor remplace le logo Ovale Bleu de Ford par un lettrage « FORD » en lettres moulées. En octobre 2018, Ford a confirmé que le Ranger Raptor ne serait pas disponible en Amérique du Nord, citant que le Ranger Raptor est spécifiquement conçu pour les marchés où le F-150 Raptor n'est pas disponible; Ford a également noté qu'aux États-Unis, la demande pour le F-150 Raptor dépasse l'offre.

## Sécurité
Le Ranger T6 est équipé de six airbags (sept, sur les modèles du marché européen). Outre les doubles airbags frontaux et latéraux, le Ranger est équipé d'airbags rideaux. Les versions européennes sont équipées d'un airbag genoux côté conducteur. En plus des freins antiblocages standard, le Ranger est équipé d'une assistance au freinage d'urgence. Les disques de frein avant à double piston de 302 sur 32 mm sont reliés par des tambours arrière de 270 sur 55 mm (sur les Ranger à deux roues motrices) ou des tambours arrière de 298 sur 55 mm (sur Hi-Rider et tous les Ranger 4x4).
En Australie, les variantes XLT et WildTrak ont l'option Tech Pack pour 800 $. Cela inclut le régulateur de vitesse adaptatif, aide au maintien dans la voie, avertissement de sortie de la voie, feux de route automatiques, caméra montée sur le pare-brise avant et un radar placé sur le côté avant droit de la calandre.

## Version nord-américaine (2019-aujourd'hui)
Pour son lancement en 2011, le Ford Ranger T6 a remplacé les générations précédentes du Ranger dans le monde entier, consolidant les conceptions développées par Ford et Mazda. Les États-Unis et le Canada sont une exception notable, car Ford a complètement quitté le segment des pickups compacts dans ces deux pays. En Amérique du Nord, au début des années 2010, Ford a concentré ses ressources de conception de pickups légers sur ses pickups F-Series, avec sa refonte de 2015 comprenant une carrosserie à forte teneur en aluminium et l'introduction de moteurs à injection directe et turbocompressés dans le but d'améliorer l'économie de carburant. En dehors de l'Amérique du Nord, les pickups F-Series n'étaient pas aussi largement commercialisés que le Ranger; avec leur plus grande taille et les taxes sur la cylindrée du moteur, sur les marchés mondiaux, le F-Series était confrontée à un manque de moteurs diesel et de capacité de conduite à droite d'usine.
Après une interruption de huit ans en Amérique du Nord, Ford a présenté le Ranger de quatrième génération pour l'Amérique du Nord pour 2019 au Salon international de l'auto de l'Amérique du Nord 2018, marquant la première entrée de Ford dans le segment des pick-ups de taille moyenne en Amérique du Nord,. Premier Ranger de taille moyenne vendu en Amérique du Nord, le Ranger T6 a subi plusieurs modifications de conception pour s'adapter aux normes américaines en matière de collision (et augmenter sa charge utile), le Ranger de 2019 recevant des longerons de cadre entièrement caissonnés. Extérieurement, le carénage avant a été redessiné pour permettre un pare-chocs avant séparé en acier. Toutes les versions du Ranger vendues aux États-Unis et au Canada ont un empattement de 3 226 mm, quelle que soit la configuration de la cabine ou de la transmission. La production a commencé le 29 octobre 2018.

### Carrosserie
Le Ranger est vendu en configurations SuperCab quatre portes et SuperCrew quatre portes (Ford n'a actuellement pas l'intention de commercialiser un Ranger deux portes en Amérique du Nord),.
Bien qu'extérieurement similaire à son homologue mondial, le Ranger présente un certain nombre de changements de conception extérieure. Le plus visible est que le carénage avant a été redessiné avec un pare-chocs en acier monté sur le cadre. Au détriment d'un aérodynamisme frontal mineur, le pare-chocs avant plus robuste a été conçu pour mieux se conformer aux normes américaines de crash-test.
En Amérique du Nord, pour mieux commercialiser le véhicule auprès des acheteurs privés, le Ranger a reçu une conception de capot et des calandres distinctes liées au niveau de finition. Les garnitures supplémentaires comprenaient des moulures d'aile et des calandres d'aile de couleur contrastante (en ligne avec les pick-ups F-Series). Le hayon estampé « RANGER » a été modifié; dans l'intérêt de l'aérodynamisme, un becquet a été ajouté (partageant la poignée de hayon verrouillable du F-150).
Comme le Ranger mondial a été conçu avant le F-Series actuel, l'utilisation d'aluminium dans la carrosserie est mineure, avec seulement un capot et un hayon en aluminium.

### Groupe motopropulseur
Pour la production nord-américaine, le Ranger est produit avec un seul groupe motopropulseur : un quatre cylindres en ligne EcoBoost de 2,3 litres associé à une transmission automatique 10R80 à 10 vitesses,. Pour une économie de carburant accrue, le moteur comprend une injection directe de carburant, quatre soupapes par cylindre et un turbocompresseur à double volute.
| Moteur                    | Production       | Configuration                                                            | Sortie          | Sortie  | Transmission                    |
| Moteur                    | Production       | Configuration                                                            | Puissance       | Couple  | Transmission                    |
| ------------------------- | ---------------- | ------------------------------------------------------------------------ | --------------- | ------- | ------------------------------- |
| EcoBoost de 2,3 L de Ford | 2019–aujourd'hui | Quatre cylindres en ligne DOHC de 2,3 L Turbocompresseur à double volute | 273 ch (201 kW) | 420 N m | Automatique 10R80 à 10 vitesses |

En Amérique du Nord, bien qu'ils soient offerts à la fois en traction arrière et en quatre roues motrices à temps partiel, tous les Ranger sont produits à l'aide du châssis « HiRider » du Ranger T6 4x4. Pour la production de 2019, Ford n'a pas annoncé de plans de vente ni pour le Ranger Raptor ni pour le Ranger Wildtrak pour les États-Unis ou le Canada.

### Niveaux de finition
En Amérique du Nord, le Ranger de quatrième génération partage les niveaux de finition traditionnels utilisés par les pick-ups légers de Ford, la finition de base étant le XL, la finition intermédiaire le XLT et la finition haut de gamme le Lariat. Pour compléter chaque niveau de finition, les finitions optionnelles Chrome, Sport et FX sont proposées pour les trois niveaux de finition.
La finition de base XL comprend des caractéristiques telles que des roues en acier de seize pouces peint en argent, un système audio à quatre haut-parleurs avec radio AM/FM, entrée audio auxiliaire et port USB, avec des surfaces d'assise en tissu, vitres et serrures de porte électriques. Les options incluent des roues en alliage d'aluminium, un système audio à six haut-parleurs et moquette au sol avec tapis de sol.
La finition de niveau intermédiaire XLT ajoute plus de caractéristiques de commodité par rapport à la finition de base XL, comme une chaîne stéréo AM/FM avec lecteur CD monodisque/MP3, une entrée audio auxiliaire et un port USB, une connexion Internet FordPass 4G LTE, jantes de dix-sept pouces en alliage d'aluminium, entrée sans clé, moquette avec tapis de sol, Ford SYNC avec téléphone mains libres et capacités de diffusion audio Bluetooth sans fil et un système audio à six haut-parleurs. Les options incluent un système d'infodivertissement SYNC 3 avec les capacités Apple CarPlay et Android Auto et la navigation GPS, radio satellite SiriusXM et Travel Link, démarrage à distance et un volant gainé de cuir.
La finition haut de gamme Lariat ajoute des caractéristiques de luxe à la finition de niveau intermédiaire XLT, telles que le système d'infodivertissement SYNC 3 avec navigation GPS, la radio satellite SiriusXM et Travel Link, ainsi que les capacités Apple CarPlay et Android Auto, jantes en alliage d'aluminium poli, un volant gainé de cuir, accents extérieurs chromés supplémentaires, accès sans clé avec démarrage par bouton-poussoir, surfaces des sièges garnies de cuir de luxe et phares avant à LED. Les options incluent le démarrage à distance, un système audio Bang & Olufsen amplifié B&O Play haut de gamme et essuie-glaces à capteur de pluie.
Il existe plusieurs finitions d'apparence différentes pour chaque niveau de finition. La finition de base XL offre la finition d'apparence STX, qui ajoute des options telles que des jantes en alliage d'aluminium, Ford SYNC et un système audio à six haut-parleurs. Les finitions de niveau intermédiaire XLT et haut de gamme Lariat offrent deux finitions d'apparence différentes: soit la finition d'apparence Sport, qui ajoute des fonctionnalités telles que des jantes en alliage d'aluminium améliorées et accents extérieurs assombris, soit la finition d'apparence Chrome, qui ajoute des fonctionnalités telles que des jantes en alliage d'aluminium poli et accents extérieurs chromés supplémentaires. La finition FX-4 Off-Road est disponible sur tous les modèles équipés d'une transmission 4X4, ajoutant des fonctionnalités telles que des décalcomanies latérales FX-4 Off-Road sur la benne, un ensemble de suspension tout-terrain et pneus de route/tout-terrain.

### Intérieur
Pour se conformer aux mandats de sécurité américains, une caméra de sécurité arrière est standard. Plusieurs tailles d'écrans tactiles intérieurs sont proposés, selon les finitions commandés,. Pour augmenter le rangement intérieur, des compartiments de rangement étanches ont été ajoutés sous les sièges arrière.

## Dérivés

### Ford Bronco
Article principal : Ford Bronco
Le Ford Bronco de sixième génération partage son châssis (sous forme modifiée) et son moteur EcoBoost de 2,3 L avec la version nord-américaine du Ranger T6. SUV intermédiaire, le Bronco est offert en cabriolet deux et quatre portes.

### Ford Everest
Le Ranger T6 est utilisé comme base pour la deuxième génération de Ford Everest. Dévoilé en novembre 2014, l'Everest partageait visiblement des panneaux de carrosserie avec le Ranger T6, y compris le capot, les portes avant et les ailes avant. L'Everest est développé et adapté par Ford Australie.

### Mazda BT-50
Article principal : Mazda BT-50
Développé en tandem avec le Ford Ranger T6, le Mazda BT-50 de deuxième génération est mécaniquement identique au Ranger, utilisant les moteurs diesel Duratorq de 2,2 litres et 3,2 litres (en tant que moteurs renommés MZ-CD). À l'inverse de la tradition des pick-ups Mazda des marchés mondiaux, le BT-50 de deuxième génération a été développé par Ford. Comme le BT-50 a été conçu en utilisant le travail d'une équipe de conception distincte, les deux véhicules ne partagent presque pas de panneaux de carrosserie communs, à l'exception de l'estampage du toit et du verre des vitres.
En 2020, Mazda a mis en vente le BT-50 de troisième génération dérivé de l'Isuzu D-Max, marquant la première fois en 50 ans que ni Ford ni Mazda n'ont partagé une carrosserie de pick-up compact.

### Troller T4
Article principal : Troller T4
Le Troller T4 est un véhicule tout-terrain produit au Brésil depuis 2004 par la filiale de Ford, Troller Veículos Especiais S/A. En utilisant une configuration de carrosserie et de châssis similaire à celle du Jeep Wrangler et du Land Rover, en 2014, Troller a modernisé le T4, en remplaçant l'ensemble du châssis par une version raccourcie du cadre du Ranger pour s'adapter à la carrosserie du T4.

## Ventes
| Année | Australie | Thaïlande | Philippines | Vietnam | États-Unis |
| ----- | --------- | --------- | ----------- | ------- | ---------- |
| 2012  | 18 097    |           |             |         |            |
| 2013  | 21 752    |           |             |         |            |
| 2014  | 20 674    | 23 977    |             |         |            |
| 2015  | 29 185    | 23 898    |             |         |            |
| 2016  | 36 934    | 30 869    |             |         |            |
| 2017  | 42 728    | 44 533    |             |         |            |
| 2018  | 42 114    | 55 526    |             |         |            |
| 2019  | 40 960    | 43 486    | 14 759      | 11 177  | 89 571     |
| 2020  | 40 973    | 24 508    | 9 767       | 13 291  | 101 486    |